# Dayeuhluhur (Jatinagara)
Dayeuhluhur is een bestuurslaag in het regentschap Ciamis van de provincie West-Java, Indonesië. Dayeuhluhur telt 5002 inwoners (volkstelling 2010).